# National Basketball Association 1956/1957
National Basketball Association 1956/1957 var den 11:e säsongen av den amerikanska proffsligan i basket. Säsongen inleddes den 27 oktober 1956 och avslutades den 13 mars 1957 efter 288 seriematcher, vilket gjorde att samtliga åtta lagen spelade 72 matcher var.
Lördagen den 13 april 1957 vann Boston Celtics sin första NBA-titel efter att ha besegrat St. Louis Hawks med 4-3 i matcher i en finalserie i bäst av 7 matcher.
All Star-matchen spelades den 15 januari 1957 i Boston Garden i Boston, Massachusetts. Eastern Division vann matchen över Western Division med 109-97.
- Fort Wayne Pistons spelade sin sista säsong i ligan och flyttade sen från Fort Wayne, Indiana till Detroit, Michigan och blev Detroit Pistons.
- Även Rochester Royals spelade sin sista säsong och flyttade från Rochster, New York till Cincinnati, Ohio och blev Cincinnati Royals.

NBA-legenden Bill Russell spelade sin första säsong i ligan. Han representerade Boston Celtics under hela sin NBA-karriär.

## Grundserien
Not: V = Vinster, F = Förluster, PCT = Vinstprocent
- Lag i GRÖN färg till en slutspelserie.
- Lag i RÖD färg har spelat klart för säsongen.

| Lag                   | V  | F  | PCT  |
| --------------------- | -- | -- | ---- |
| Boston Celtics        | 44 | 28 | .611 |
| Syracuse Nationals    | 38 | 34 | .528 |
| Philadelphia Warriors | 37 | 35 | .514 |
| New York Knicks       | 36 | 36 | .500 |

| Lag                | V  | F  | PCT  |
| ------------------ | -- | -- | ---- |
| Minneapolis Lakers | 34 | 38 | .472 |
| Fort Wayne Pistons | 34 | 38 | .472 |
| St. Louis Hawks    | 34 | 38 | .472 |
| Rochester Royals   | 31 | 41 | .431 |

Not: I Western Division slutade alla 3 slutspelslagen på samma matchkvot, så för att avgöra rangordningen i slutspelet så spelades först en match mellan Fort Wayne och St Louis, där vinnaren sen mötte Minneapolis. St Louis vann båda matcher och blev rankat högst.

## Slutspelet
De tre bästa lagen i den östra och västra division gick till slutspelet. Där möttes tvåorna och treorna i kvartsfinalserier (divisionssemifinal) i bäst av 3 matcher. De vinnande lagen i kvartsfinalerna mötte divisionsvinnarna i semifinalserier (divisionsfinal) som avgjordes i bäst av 5 matcher medan finalserien (NBA-final) avgjordes i bäst av 7 matcher.
|  | Divisions Semifinaler | Divisions Semifinaler | Divisions Semifinaler |             |   | Divisions Finaler | Divisions Finaler | Divisions Finaler |  |  | NBA Final | NBA Final | NBA Final |
|  |                       |                       |                       |             |   |                   |                   |                   |  |  |           |           |           |
|  |                       |                       |                       |             |   |                   |                   |                   |  |  |           |           |           |
|  |                       | 1                     | St. Louis             | 3           |   |                   |                   |                   |  |  |           |           |           |
|  | Western Division      | 1                     | St. Louis             | 3           |   |                   |                   |                   |  |  |           |           |           |
|  |                       |                       | 2                     | Minneapolis | 0 |                   |                   |                   |  |  |           |           |           |
|  | 3                     | Fort Wayne            | 2                     | Minneapolis | 0 | 0                 |                   |                   |  |  |           |           |           |
|  | 3                     | Fort Wayne            |                       |             |   | 0                 |                   |                   |  |  |           |           |           |
|  | 2                     | Minneapolis           | 2                     |             |   |                   |                   |                   |  |  |           |           |           |
|  |                       |                       |                       |             |   |                   |                   |                   |  |  | W1        | St. Louis | 3         |
|  |                       |                       | E1                    | Boston      | 4 |                   |                   |                   |  |  |           |           |           |
|  |                       |                       |                       |             |   |                   |                   |                   |  |  |           |           |           |
|  |                       |                       |                       |             |   |                   |                   |                   |  |  |           |           |           |
|  |                       | 1                     | Boston                | 3           |   |                   |                   |                   |  |  |           |           |           |
|  | Eastern Division      | 1                     | Boston                | 3           |   |                   |                   |                   |  |  |           |           |           |
|  |                       |                       | 2                     | Syracuse    | 0 |                   |                   |                   |  |  |           |           |           |
|  | 3                     | Philadelphia          | 2                     | Syracuse    | 0 | 0                 |                   |                   |  |  |           |           |           |
|  | 3                     | Philadelphia          |                       |             |   | 0                 |                   |                   |  |  |           |           |           |
|  | 2                     | Syracuse              | 2                     |             |   |                   |                   |                   |  |  |           |           |           |

### NBA-final
Boston Celtics mot St Louis Hawks
| Match   | Datum    | Hemmalag | Bortalag | Resultat  | Not        |
| ------- | -------- | -------- | -------- | --------- | ---------- |
| Match 1 | 30 mars  | Boston   | St Louis | 123 - 125 | Eft. förl. |
| Match 2 | 31 mars  | Boston   | St Louis | 119 - 99  |            |
| Match 3 | 6 april  | St Louis | Boston   | 100 - 98  |            |
| Match 4 | 7 april  | St Louis | Boston   | 118 - 123 |            |
| Match 5 | 9 april  | Boston   | St Louis | 124 - 109 |            |
| Match 6 | 11 april | St Louis | Boston   | 96 - 94   |            |
| Match 7 | 13 april | Boston   | St Louis | 125 - 123 | Eft. förl. |

Boston Celtics vann finalserien med 4-3 i matcher